# Соголево
Соголево — деревня в городском округе Клин Московской области России.

## Население
| 1852 | 1859 | 1886 | 1890 | 1926 | 2002 | 2006 |
| ---- | ---- | ---- | ---- | ---- | ---- | ---- |
| 88   | ↘81  | ↗91  | ↗239 | ↘172 | ↘164 | ↗193 |
| 2010 |      |      |      |      |      |      |
| ↘167 |      |      |      |      |      |      |

## География
Деревня Соголево расположена на севере Московской области, в восточной части городского округа Клин, примерно в 10 км к востоку от окружного центра — города Клина, у истоков безымянного ручья, левого притока реки Лутосни (правый приток Сестры), высота центра над уровнем моря — 197 м. Ближайшие населённые пункты — Темново на севере, Селифоново на востоке и Борис-Глеб на юге. Через деревню проходит региональная автодорога 46К-0260 (автотрасса М10 «Россия» — Зубово — Московское большое кольцо).

## История
В середине XIX века село Соголево 1-го стана Клинского уезда Московской губернии принадлежало княгине Марье Ивановне Волконской, в нём было 8 дворов, крестьян 39 душ мужского пола и 49 душ женского.
В «Списке населённых мест» 1862 года Соголево (Соглево) — владельческое село 1-го стана Клинского уезда по правую сторону Дмитровского тракта от города Клина, в 10 верстах от уездного города и 18 верстах от становой квартиры, при пруде, с 10 дворами, православной церковью и 81 жителем (38 мужчин, 43 женщины). В селе располагалось волостное правление.
В 1886 году село являлось административным центром Соголевской волости Клинского уезда, насчитывалось 13 дворов, проживал 91 человек; имелись православная церковь, часовня, школа, богадельня, лавка, дважды в год проводились ярмарки.
В 1890 году в селе 239 жителей, работало земское училище.
По данным на 1911 год число дворов составляло 23, в селе располагались волостное правление, квартира полицейского урядника, имелись земское училище и чайная лавка.
По материалам Всесоюзной переписи населения 1926 года — административный центр Соголевского сельсовета Соголевской волости Клинского уезда в 7,5 км от Клинско-Дмитровского шоссе и 13,9 км от станции Клин Октябрьской железной дороги; проживало 172 человека (82 мужчины, 90 женщин), насчитывалось 30 хозяйств, из которых 27 крестьянских.
С 1929 года — населённый пункт Московской области в составе:
- Соголевского сельсовета Клинского района (1929—1939);
- Темновского сельсовета Клинского района (1939—1954);
- Попелковского сельсовета Клинского района (1954—1958);
- Зубовского сельсовета Клинского района (1958—1963, 1965—1994);
- Зубовского сельсовета Солнечногорского укрупнённого сельского района (1963—1965);
- Зубовского сельского округа Клинского района (1994—2006)[20][21];
- сельского поселения Зубовское Клинского района (2006—2017)[22];
- городского округа Клин (с 2017).